# 拉沙佩勒欧扎克
拉沙佩勒欧扎克（法語：Lachapelle-Auzac，法語發音：[laʃapɛl ozak]）是法国洛特省的一个市镇，位于该省西北部，苏亚克市区以东，属于古尔东区。

## 地理
拉沙佩勒欧扎克（44°54'30"N, 1°28'21"E）面积31.34 平方千米，位于法国奧克西塔尼大區洛特省，该省份为法国西南部内陆省份，北起顺时针与科雷兹省、康塔爾省、阿韦龙省、塔恩-加龙省、洛特-加龍省和多尔多涅省接壤。
与拉沙佩勒欧扎克接壤的市镇（或旧市镇、城区）包括：屈藏斯、巴拉杜、日尼亚克、苏亚克、迈拉克。

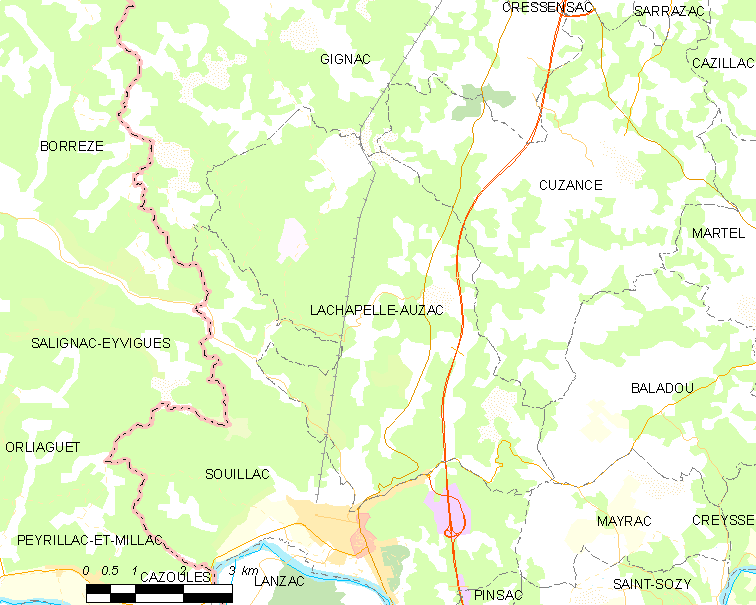
拉沙佩勒欧扎克的OSM定位图

拉沙佩勒欧扎克的时区为UTC+01:00、UTC+02:00（夏令时）。

## 行政
拉沙佩勒欧扎克的邮政编码为46200，INSEE市镇编码为46145。

## 政治
拉沙佩勒欧扎克所属的省级选区为苏亚克县。

## 人口

1962-2008年间拉沙佩勒欧扎克人口变化图示

拉沙佩勒欧扎克于2022年1月1日时的人口数量为796人。